# Caves of Mars Project

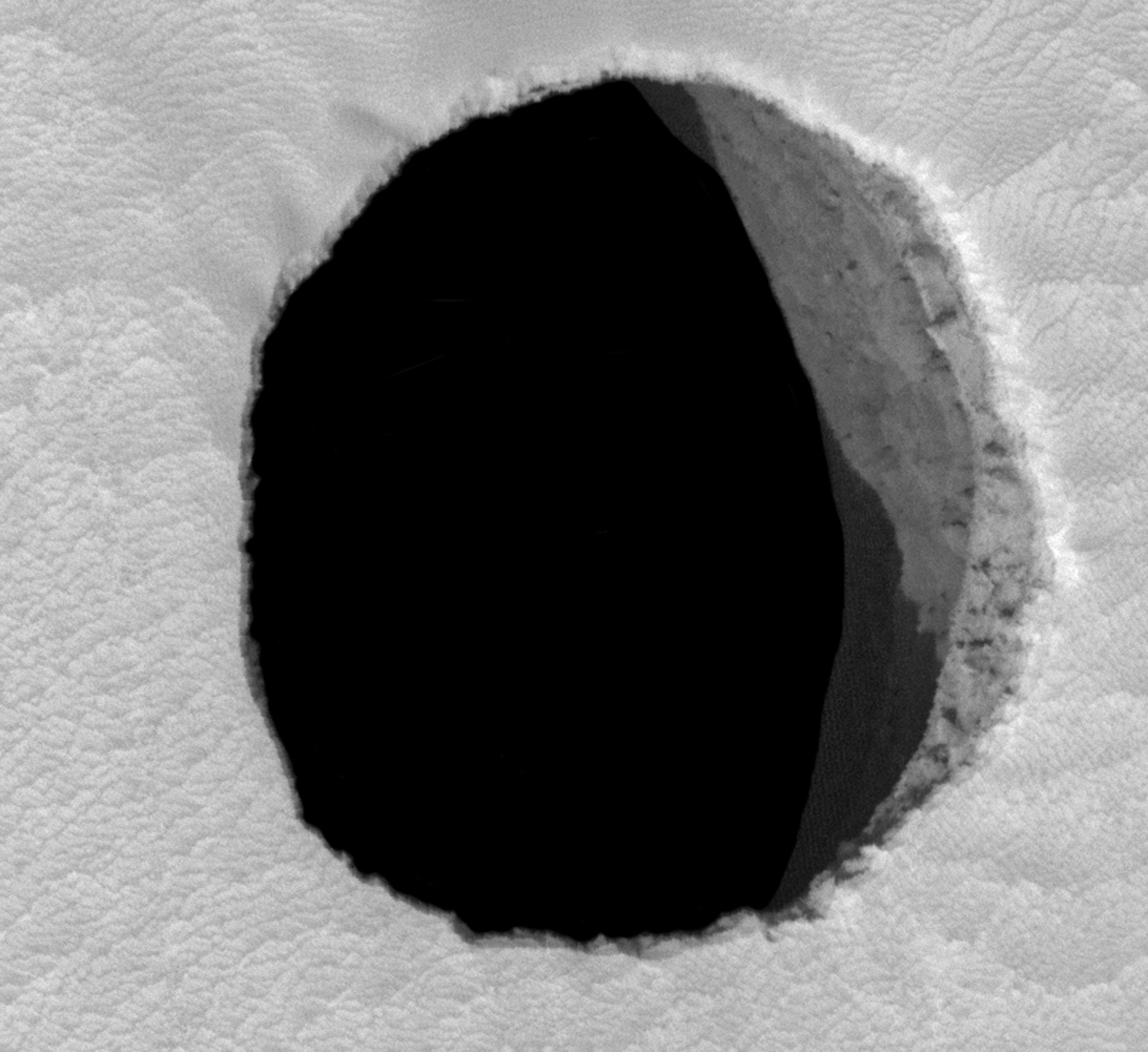
Gaura marțiană "Jeanne", o pretendentă examintă de Caves of Mars Project

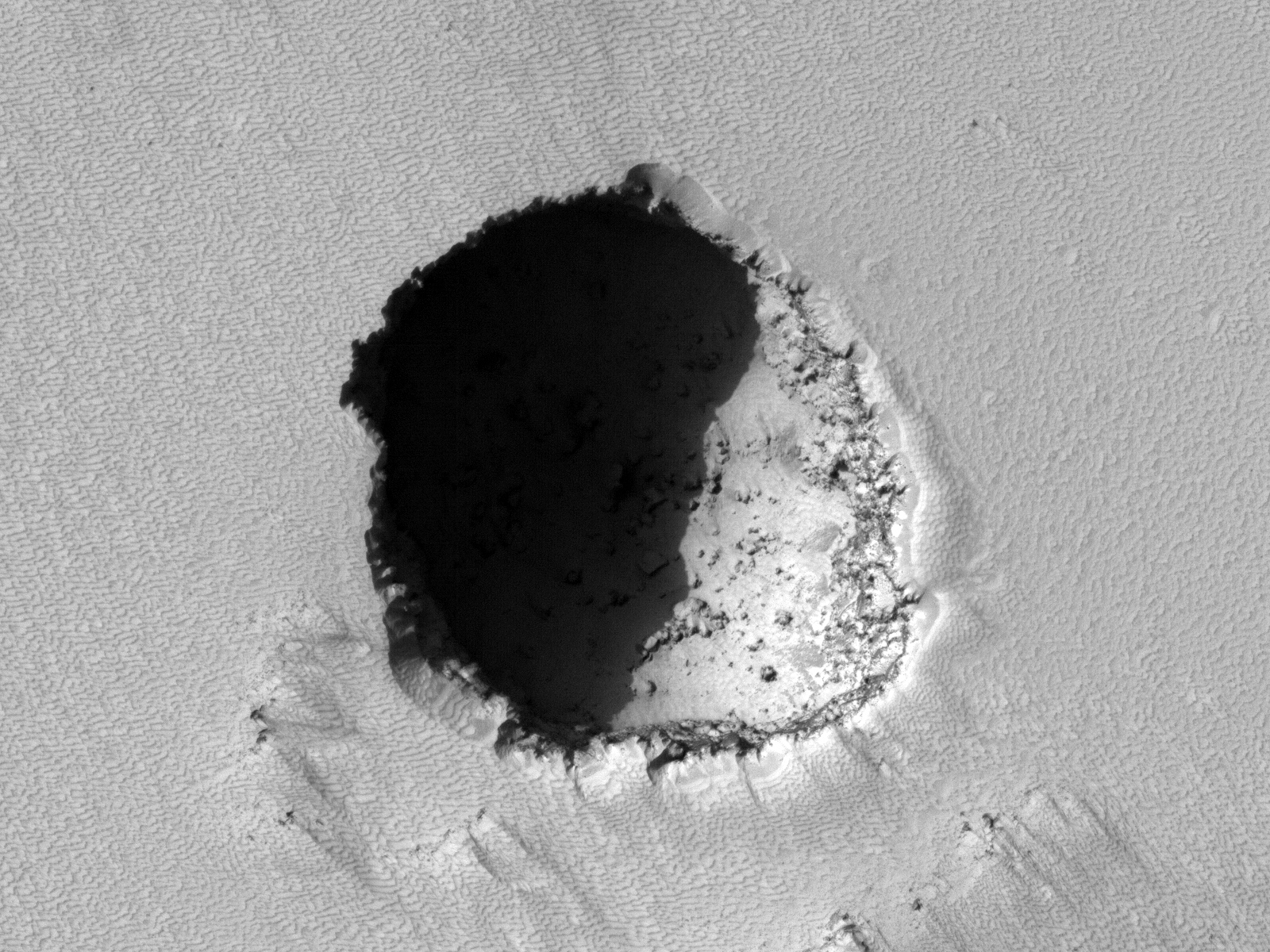
Un tunel de lavă lângă Pavonis Mons, de asemenea cercetat de proiect

Caves of Mars Project este un program finanțat de către NASA Institute for Advanced Concepts pentru a găsi și evalua cel mai bun loc pentru a situa modulele de cercetare și de locuire de care o misiune cu echipaj uman pe Marte ar avea nevoie. Peșterile și alte structuri subterane, inclusiv tuneluri de lavă, canioane, și alte cavități de pe Marte ar fi potențial utile pentru misiunile cu echipaj, deoarece ar oferi o protecție considerabilă contra diferitor elemente, cum ar fi mai ales radiația solară care ar expune astronauții la pericole legate de viață.
Ele ar putea oferi, de asemenea, acces la minerale utile, gaze, gheață, și o probabilă viață subterană de care echipajul unei astfel de misiuni s-ar afla, probabil, în căutare. Programul a studiat, de asemenea, modele de module gonflabile și alte asemenea structuri, care ar ajuta astronauții pentru a construi un mediu locuibil pentru oameni și alte creaturi de pe pământ.